# Cromodinamica quantistica

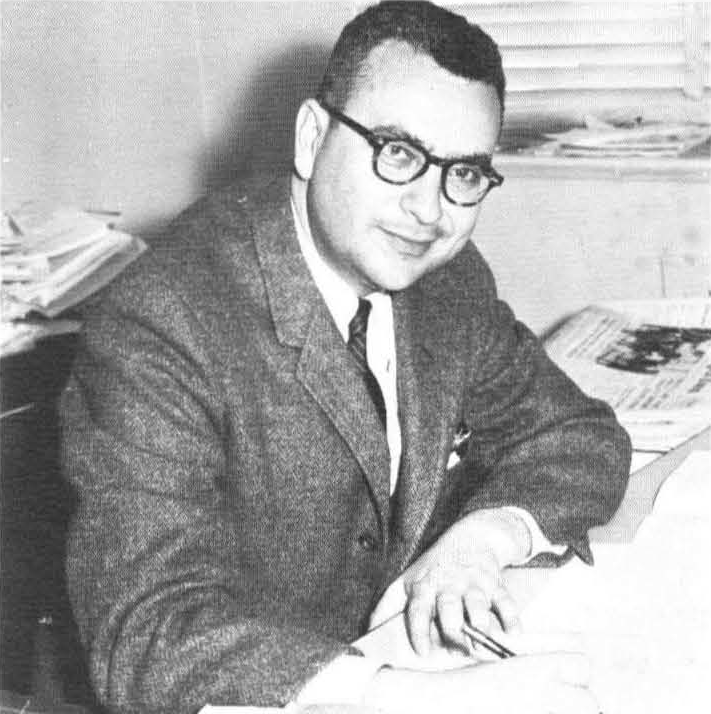
Murray Gell-Mann, uno dei massimi contributori alla teoria

La cromodinamica quantistica, in breve QCD (acronimo dell'inglese quantum chromodynamics), è la teoria fisica che descrive l'interazione forte.
Componente del Modello standard, il nome deriva per analogia dall'elettrodinamica quantistica (QED). È una teoria quantistica di campo che descrive l'interazione tra quark, e di conseguenza quella fra nucleoni, descritta matematicamente da una teoria di Yang-Mills basata sul gruppo SU(3) nella quale i quark si presentano in forma di tripletti di colore.
È prevalentemente una teoria non-perturbativa, a causa di effetti come il confinamento, i condensati fermionici e gli istantoni (ad alte energie gli effetti non perturbativi diminuiscono e la QCD può essere trattata come l'elettrodinamica quantistica, sebbene gli aspetti più importanti per la fisica moderna siano quelli a basse energie). La sua elaborazione, iniziata negli anni cinquanta del Novecento, è stata completata nella sua forma attuale nei primi anni settanta, per la maggior parte attraverso modelli reticolari tridimensionali e simulazione al computer.

## Storia
Con l'invenzione della camera a bolle e della camera a scintillazione negli anni cinquanta, fu scoperto un numero sempre maggiore di particelle fisiche soggette all'interazione forte, denominate adroni. Apparve subito chiaro che un così elevato numero di particelle non potevano essere tutte fondamentali. Alcune regolarità nelle interazioni di queste particelle possono essere spiegate come conseguenza della conservazione di un numero quantico detto isospin o spin isotopico, una quantità fisica matematicamente analoga allo spin ed introdotta da Werner Karl Heisenberg. 
Successivamente, nel 1953, fu necessario introdurre un ulteriore numero quantico, la stranezza, proposto da Murray Gell-Mann e Kazuhiko Nishijima in particolare per spiegare la vita media abnormalmente lunga di alcune particelle. Gell-Mann e Yuval Ne'eman fecero l'ulteriore ipotesi che la stranezza e l'isospin si potessero combinare in un gruppo di simmetria più grande. Questa ipotesi fu battezzata "Eightfold way" (la ottuplice via) perché questo gruppo di simmetria, detto SU(3), ha otto generatori indipendenti. Essa comporta in particolare che gli adroni formino multipletti, ossia gruppi aventi proprietà correlate e massa simile. Gell-Mann e George Zweig proposero nel 1963 che questa struttura fosse dovuta al fatto che gli adroni sono formati combinando tre costituenti più fondamentali, chiamati quark da Gell-Mann e ace da Zweig, ciascuno dei quali si trasforma secondo la rappresentazione fondamentale del gruppo SU(3).
A questo punto una particella, la Δ++, rimaneva misteriosa; nel modello a quark essa risulta composta da tre quark up con spin paralleli. Comunque, poiché i quark sono fermioni, questa combinazione sembrava violare il principio di esclusione di Pauli. Nel 1965 Moo-Young Han e Yōichirō Nambu risolsero il problema proponendo che i quark possedessero un grado di libertà di gauge SU(3) aggiuntivo, in seguito chiamata carica di colore. Essi notarono che i quark possono interagire per via di un ottetto di bosoni vettori di gauge: i gluoni.
Poiché la ricerca di quark liberi era costantemente fallita, si pensò che i quark fossero semplicemente dei costrutti matematici inventati ad hoc e non delle particelle realmente esistenti. Richard Feynman argomentò che esperimenti ad alta energia mostravano che i quark erano reali: egli li chiamò partoni, in quanto parte degli adroni. James Bjorken propose che certe relazioni potessero persistere nello scattering profondamente anelastico (diffusione profondamente anelastica) di elettroni e protoni, cosa che fu dimostrata con spettacolarità in esperimenti condotti nel 1969 presso lo SLAC (Stanford Linear Accelerator Center).
Sebbene lo studio dell'interazione forte rimanga a tutt'oggi non del tutto chiara, la scoperta della libertà asintotica (proprietà di alcune teorie di gauge secondo cui le interazioni tra alcune particelle, ad esempio i quark, diventano arbitrariamente deboli a distanza molto basse) ad opera di David Gross, David Politzer e Frank Wilczek ha permesso di effettuare previsioni precise riguardo ai risultati di molti esperimenti ad alte energie utilizzando le tecniche della teoria perturbativa della meccanica quantistica. L'esistenza dei gluoni è stata dimostrata nel 1979 durante esperimenti con l'acceleratore HERA di Amburgo. Questi esperimenti sono divenuti sempre più precisi, culminando nella conferma della QCD perturbativa ad un livello di errore di pochi punti percentuali per opera del LEP (Large Electron-Positron collider) del CERN di Ginevra.
All'estremo opposto della libertà asintotica vi è il confinamento. Poiché la forza tra le cariche di colore non diminuisce con la distanza, si ritiene che i quark ed i gluoni non possano mai essere separati dagli adroni. Questo postulato della teoria è stato verificato per mezzo di calcoli della QCD su reticolo, ma non è stato matematicamente provato. Uno dei Millennium Prizes annunciato dal Clay Mathematics Institute richiede al candidato di produrre questa prova. Altri aspetti della QCD non-perturbativa sono l'esplorazione di fasi della materia di quark (quark matter), incluso il plasma di quark e gluoni.

## La teoria

### Formalismo matematico
I numeri quantici associati a questa teoria (e che possono essere associati alle varie particelle) sono il sapore e il colore: di quest'ultimo se ne associano tre differenti ai quark e otto ai gluoni.
La lagrangiana che descrive le interazioni tra quark e gluoni è:
{\displaystyle L_{QCD}=-{\frac {1}{4}}F_{\mu \nu }^{(a)}F^{(a)\mu \nu }+i\sum _{q}{\bar {\psi }}_{q}^{i}\gamma ^{\mu }(D_{\mu })_{ij}\psi _{q}^{j}-\sum _{q}m_{q}{\bar {\psi }}_{q}^{i}\psi _{qi}}
con
{\displaystyle F_{\mu \nu }^{(a)}=\partial _{\mu }A_{\nu }^{a}-\partial _{\nu }A_{\mu }^{a}-g_{s}f_{abc}A_{\mu }^{b}A_{\nu }^{c}}
{\displaystyle (D_{\mu })_{ij}=\delta _{ij}\partial _{\mu }+ig_{s}\sum _{a}{\frac {\lambda _{ij}^{a}}{2}}A_{\mu }^{a}}
dove gs è la costante di accoppiamento della QCD e fabc sono le costanti di struttura dell'algebra di Lie associata al gruppo SU(3). I campi ψiq(x) sono spinori di Dirac associati ciascuno dei campi di quark a colore i e sapore q, mentre gli Aaμ(x) sono i campi di Yang-Mills (i gluoni).
Infine i coefficienti λaij sono delle costanti di accoppiamento in forma matriciale, chiamate matrici di Gell-Mann. Tali matrici obbediscono alla seguente relazione di commutazione:
{\displaystyle \left[\lambda ^{a},\lambda ^{b}\right]=if^{abc}\lambda ^{c}}

### Caratteristiche
La QCD possiede due proprietà peculiari:
- Libertà asintotica: nelle reazioni ad altissima energia, i quark e i gluoni interagiscono molto debolmente. Che la QCD predica questo comportamento è stato scoperto nei primi anni settanta da David Politzer, Frank Wilczek e David Gross. Per questi studi hanno ricevuto il premio Nobel per la fisica nel 2004. Buona parte delle previsioni della QCD è stata confermata nel corso degli anni da evidenze sperimentali.
- Confinamento: le forze tra i quark non diminuiscono quando vengono allontanati. A causa di questo comportamento ci vorrebbe un'energia infinita per separare due quark; essi sono per sempre confinati all'interno degli adroni come il protone ed il neutrone. Sebbene non vi siano prove analitiche, il confinamento viene largamente ritenuto valido perché esso spiega il costante fallimento delle ricerche di quark liberi ed inoltre è facilmente dimostrato nella QCD su reticolo.

### Terminologia
Il termine quark è stato coniato da Murray Gell-Mann ispirato dalla frase "Three quarks for Muster Mark" che si trova nel romanzo Finnegans Wake di James Joyce.
I tre tipi di carica nella QCD, vengono comunemente denominati carica di colore; i tre colori sono il rosso, il verde ed il blu e non hanno nulla a che vedere con i colori percepiti dall'occhio umano; si tratta semplicemente di una terminologia di fantasia dato che in qualche modo bisognava pur chiamare questo tipo di "carica". Dal momento che la teoria della carica elettrica ha preso il nome di "elettrodinamica", il termine greco "croma" (Χρώμα, colore) è stato applicato alla teoria della carica di colore cioè "cromodinamica".

### Alcune definizioni
Ogni aspetto teorico della fisica delle particelle è basato su certe simmetrie della natura la cui esistenza è dedotta dalle osservazioni sperimentali. Le simmetrie possono essere:
- Simmetria locale, un tipo di simmetria che agisce indipendentemente in ogni punto dello spazio-tempo. Tutte le simmetrie di questo tipo si basano sulle teorie di gauge e richiedono l'introduzione di un proprio bosone di gauge.
- Simmetrie globali, simmetrie i cui calcoli devono essere applicate contemporaneamente in ogni punto dello spazio-tempo.

La QCD è una teoria di gauge del gruppo di simmetria SU(3) che si ottiene utilizzando la carica di colore per definire una simmetria locale.
Poiché l'interazione forte non discrimina tra differenti sapori di quark, la QCD ha una simmetria di sapore approssimativa che è rotta dalla differente massa dei quark.
Vi sono ulteriori simmetrie globali la cui definizione richiede l'introduzione del concetto di chiralità che si distingue in destrogira e levogira. Ad esempio se lo spin di una particella ha direzione uguale alla direzione del moto della particella stessa essa è detta chiralità levogira mentre se ha direzione opposta è detta chiralità destrogira. Esse sono:
- la simmetria chirale coinvolge le trasformazioni indipendenti dei due tipi di particelle
- la simmetria vettoriale o simmetria diagonale, in cui la stessa trasformazione è applicata alle due chiralità
- la simmetria assiale, in cui una trasformazione si applica alle particelle levogire e l'inverso a quelle destrogire.

### I gruppi di simmetria
Il gruppo di colore SU(3) corrisponde alla simmetria locale la cui misurazione dà maggior credito alla QCD. La carica elettrica definisce una rappresentazione della simmetria locale di gruppo U(1) che viene misurato per determinare la QED: questo è un gruppo Abeliano. Se si considera una variante della QCD con sapore Nf di quark privi di massa, si ottiene un gruppo simmetrico di sapore globale (chirale) {\displaystyle SU_{L}(N_{f})\times SU_{R}(N_{f})\times U_{B}(1)\times U_{A}(1)}. La simmetria chirale viene spontaneamente rotta dal QCD vacuum (vuoto nella QCD) al vettore (L+R) {\displaystyle SU_{V}(N_{f})} con la formazione di un condensato chirale. La simmetria vettoriale {\displaystyle U_{B}(1)} corrisponde al numero barionico dei quark ed è una simmetria esatta. La simmetria assiale {\displaystyle U_{A}(1)} è esatta nella teoria classica ma rotta nella teoria dei quanti la qual cosa è denominata una anomalia. Le configurazioni del campo gluonico chiamati istantoni sono strettamente correlati a questa anomalia.
Nota bene: In molte applicazioni della QCD si possono ignorare i sapori forti (charm, top e bottom). In questo caso il reale gruppo di sapore è spesso SU(3), che non deve essere confuso con il gruppo di colore. Nella QCD il gruppo di colore fa parte di una simmetria locale e da quel momento viene misurato. Il gruppo di sapore non viene misurato. La via dell'ottetto (Eightfold way) si basa sul gruppo di sapore e non considera la simmetria locale che dà la QCD.

### I campi
I quark sono fermioni aventi massa e spin 1/2 che trasportano una carica di colore la cui misurazione è il contenuto della QCD. I quark sono rappresentati dai campi di Dirac nella rappresentazione fondamentale 3 del gruppo di gauge SU(3). Essi sono anche dotati di una carica elettrica (-1/3 o 2/3) e partecipano all'interazione debole come parte di un doppio isospin. Essi possiedono numeri quantici che includono il numero barionico (che è 1/3 per ogni quark), l'ipercarica ed uno dei numeri quantici di sapore.
I gluoni sono bosoni con spin 1 ed anch'essi sono portatori di carica di colore cosicché si posizionano nella rappresentazione aggregata 8 del SU(3). Non possiedono carica elettrica, non partecipano ai processi di interazione debole e non hanno sapore. Si posizionano nella rappresentazione singola 1 di tutti questi gruppi simmetrici.
Ogni quark ha il suo anti-quark. La carica di ogni anti-quark è esattamente l'opposto della carica del corrispondente quark.
La Lagrangiana della QCD, considerata senza colore, sapore e spin, assomiglia molto a quella dell'elettrodinamica quantistica:
{\displaystyle L=-{\frac {1}{4}}F_{\mu \nu }F^{\mu \nu }+{\overline {\psi }}(i\gamma _{\mu }D^{\mu }-m)\psi }
dove F rappresenta il tensore del campo del gluone, ψ il campo del quark e D la derivativa covariante. Parte di questo contenuto entra nelle regole di Feynman che dice che tutti i processi che si svolgono all'interno della teoria possono essere ricondotti ai vertici, ossia alle interazioni elementari qqg, ggg e gggg. In parole povere, un quark può emettere ed assorbire un gluone, un gluone può emettere ed assorbire un altro gluone e due o più gluoni possono interagire direttamente tra loro, formando una glueball. Nella QED, invece, può verificarsi soltanto il primo tipo di vertice, dal momento che i fotoni non hanno carica.

## Applicazioni
La QCD, nata per spiegare il comportamento di protoni e neutroni nelle collisioni da un semplice modello a partoni, può applicarsi in vari ambiti e a varie interazioni:
- Scattering profondamente anelastico
- Decadimento del leptone tau
- Collisioni adroniche
- collisione e-e+ con la QCD perturbativa
- QCD su reticolo

## Metodologia
L'ulteriore analisi del contenuto di questa teoria è alquanto complicato. Sono state proposte diverse tecniche per lavorare con la QCD. Alcune di queste sono di seguito descritte.

### QCD perturbativa
La QCD perturbativa è un tipo di approccio che si basa sulla libertà asintotica la quale permette di usare la teoria perturbativa in esperimenti ad energie estremamente elevate. Sebbene limitato nelle possibilità, questo approccio è stato osservato nei test più precisi della QCD.

### QCD su reticolo
Tra gli approcci non perturbativi alla QCD, il più conosciuto è la QCD su reticolo (in inglese lattice QCD). Questo metodo utilizza un sistema discreto, ossia non continuo, di punti spazio-temporali chiamato reticolo che riduce il modello ad integrali analiticamente non calcolabili della teoria del continuum (spazio-temporale) ad una serie di calcoli numerici estremamente difficili per i quali è necessario utilizzare supercomputer. Anche se questo metodo è lento e computazionalmente pesante, è l'unico che può essere concretamente applicato per l'analisi di aspetti della teoria che sarebbero altrimenti impenetrabili.

### Espansione 1/N
Uno schema approssimativo ben conosciuto, l'espansione 1/N, prende origine dalla premessa che il numero di colori è infinito ed esegue una serie di correzioni che lo fanno considerare come se non lo fosse. Fino ad ora è stata la fonte dell'analisi qualitativa profonda piuttosto che un metodo per la predizione quantitativa. Una variante moderna include l'approccio AdS/CFT.

### Teorie efficaci
La QCD descrive una varietà di fenomeni vastissima, dalle reazioni nucleari nelle stelle alla formazione dei protoni; si tratta di una teoria molto ricca con un’elevata complessità dei calcoli. Tuttavia, se si è interessati a studiare una specifica categoria di processi talvolta è possibile sviluppare teorie efficaci che catturino gli aspetti più importanti della QCD per quella categoria. In questo modo si è in grado di fornire predizioni molto accurate con una mole di calcoli più ristretta rispetto alla teoria completa, al costo però di avere risultati accurati solo per quella specifica categoria.
Tra le teorie efficaci più usate si possono considerare la teoria delle perturbazioni chirale, dove le particelle fondamentali sono gli adroni, stati legati di quark come i pioni, e le masse dei quark sono considerate trascurabili, la HQET, Heavy Quark Effective Theory (teoria effettiva dei quark pesanti), in cui la massa del quark più pesante coinvolto nel processo (solitamente il top o il bottom) si considera quasi infinita e la SCET (teoria effettiva delle particelle collineari o poco energetiche), che descrive l'emissione soffice e collineare di particelle molto energetiche ed è oggi ampiamente utilizzata per il calcolo di processi ad LHC.

### Test sperimentali
Il concetto di sapore dei quark è stato introdotto per spiegare le proprietà degli adroni durante lo sviluppo del modello a quark. Il concetto di colore si è reso necessario a causa della varietà di Δ++. Questo è già stato considerato nella sezione Storia del presente capitolo. La prima conferma che i quark sono reali elementi costitutivi degli adroni è stata ottenuta in esperimenti presso lo SLAC. La prima conferma dell'esistenza dei gluoni è stata ottenuta con l'acceleratore HERA di Amburgo. Sono in corso ottimi test quantitativi per dimostrare ulteriormente la teoria perturbativa della QCD, come ad esempio la produzione di bosoni vettori, la produzione di quark pesanti, lo scattering profondamente anelastico, ecc..
I test dimostrativi della teoria non-perturbativa della QCD sono inferiori di numero perché le predizioni sono molto difficili da ottenere. Il migliore di questi è probabilmente il test dell'accoppiamento della QCD come provato mediante il computo del reticolo degli spettri del quarkonium pesante. Vi sono dati recenti riguardanti la massa del mesone pesante Bc. Ulteriori test non perturbativi sono attualmente in svolgimento al meglio del 5%. Continua il lavoro sulle masse e sui fattori forma degli adroni e gli elementi di matrice debole sono promettenti candidati per futuri test quantitativi. L'intero argomento della materia di quark e del plasma di quark e gluoni è un campo di test non-perturbativi per la QCD che ancora rimane da approfondire appropriatamente.